# Su Tseng-chang
Su Tseng-chang (Chino tradicional: 蘇貞昌; Pinyin: Sū Zhēnchāng; nacido el 28 de julio de 1947 en Pingtung, Taiwán, República de China) es un político taiwanés del Partido Democrático Progresista. Fue Primer Ministro de la República de China de 2006 a 2007 y de 2019 a 2023.
Su activa campaña por la nominación presidencial del DPP, pero finalizó segundo detrás de Frank Hsieh en el proceso de nominación. Su eventualmente se unió a Hsieh como candidato vicepresidente en las elecciones de 2008 para Presidente de la República de China, el billete perdido para la compra de entradas KMT, Ma Ying-jeou y Vincent Siew. Se postuló para alcalde de Taipéi en noviembre de 2010, pero fue derrotado por el titular Hau Lung-pin por un margen de 12 puntos. Su campaña por la candidatura presidencial de 2012 de la Fiscalía del Estado en 2011, pero perdió frente a Tsai Ing-wen, por un margen muy estrecho. Es Primer Ministro de Taiwán desde el 14 de enero de 2019.

## Antecedentes personales
Nacido en Pingtung, Su Estudió en la Universidad Nacional de Taiwán. Durante sus años de universidad, él era vice-capitán del equipo de rugby.  Él era un abogado en ejercicio desde 1973 hasta 1983 y se convirtió en un abogado defensor en los juicios Incidente de Kaohsiung. 
Anteriormente fue el magistrado de distrito de Pingtung (1989-1993) y el magistrado del distrito de Taipéi (1997-2004).  Su primera elección como magistrado de Taipéi se vio favorecido por una división entre el Partido Nuevo y el Kuomintang. Su reelección se produjo posterior por un amplio margen a pesar de la capacidad de la Coalición Pan-Blue para presentar un candidato único. Fue Secretario General (Jefe de Gabinete) a la Oficina del Presidente de la República de China con el presidente Chen Shui-bian (2004-2005). Después que el presidente Chen renunció al cargo de Presidente DPP tras las elecciones legislativas de 2004, fue elegido presidente de la DPP décimo plazo. A raíz de las pérdidas de la DPP en las elecciones municipales de 2005 el 3 de diciembre, Su anunciado que lo haría, en virtud de una promesa preelectoral, renunciar a la presidencia.
Su está casado con Chan Siu-ling (詹秀龄) con tres hijas.

## Primer ministro de Taiwán
Su fue anunciado como el nuevo primer ministro el 19 de enero de 2006 y tomó juramento de su cargo, junto con su gabinete, el 25 de enero de 2006. Poco después, Su anunció que si el bienestar del pueblo (se refiere a la delincuencia y otros problemas civiles) no mejora dentro de 6 meses, Su propio deja el cargo. de aprobación del primer ministro, aunque superior a Chen Shui-bian, tienen definitivamente se deslizó sustancialmente.
Su era un contendiente para la nominación DPP en las elecciones presidenciales de 2008. Él anunció formalmente su candidatura el 25 de febrero. En la votación DPP principal el 6 de mayo de 2007, recibió 46.994 votos Do, llegando en segundo lugar con el ex primer ministro Frank Hsieh. Admitiendo su derrota en las primarias, Su anunció que había retirado de la carrera. 
El 12 de mayo de 2007, Su presentó su carta de renuncia al presidente Chen Shui-bian, que termina su mandato el 21 de mayo.  Con la dimisión de Su y con diez meses que quedan en la presidencia de Chen, que significa ocho Chen años como presidente se han visto por lo menos seis primeros ministros (con Chang Chun-Hsiung cumplir dos formas de tenencia separadas). Su también indicó que él previamente presentado numerosas renuncias veces por encima de su tenencia de dieciséis meses, pero todas fueron rechazadas por el presidente Chen.

## Campaña presidencial de 2008
Su candidato a vicepresidente junto con Frank Hsieh, quien fue el nombramiento DPP. Juntos, Hsieh Su y corrió contra Ma y Siew. El 22 de marzo, perdieron en un deslizamiento de tierra a 7 659 014 Ma y Siew (58,45%) votos con sus 5 444 949 (41,55%) votos.

## Carrera hacia la alcaldía de Taipéi
A pesar de haber sido considerado un fuerte candidato para dirigir el recién creado New Taipei City. Su anunciado el 3 de marzo de 2010, de su intención de aspirar a la Alcaldía de Taipei City. Su prometido que si gana, le serviría a cabo todo el plazo (hasta el 2014) que puso fin a las conversaciones de una campaña presidencial en 2012. Su finalmente perdió la carrera por el titular alcalde Hau Lung-pin.

## Presidencial de 2012
Su candidato a la candidatura presidencial de 2012 de la Fiscalía contra Tsai Ing-wen y Hsu Hsin-liang, pero perdió frente a Tsai Ing-wen, por un margen de 1,35 por ciento.